# 周壽明
周壽明，字天格，號栢心，湖廣蘄水縣人。明末政治人物。

## 生平
崇禎九年（1636年）丙子科湖廣鄉試第一名舉人（解元），崇禎十年（1637年）聯捷丁丑科進士，礼部观政，十一年授浙江臨海知县，十五年浙江同考，十六年欽補直隸曲周縣知縣。崇禎十七年（1644年），李自成逼近京師，周壽明降，授揚州防禦使。福王時，定從賊官員罪，周壽明屬六等應杖贖者。

## 家族
曾祖周国勲，赠知县；祖周光德，渠县知县；父周徤行，贡元。